# W Bucikowie
W Bucikowie (ang. The Shoe People) – brytyjski serial animowany z 1987 roku. W Polsce był emitowany w latach 90 z polskim lektorem i angielskim dubbingiem w paśmie wspólnym TVP Regionalnej.

## Lista odcinków

### Seria II
| Nr  | Tytuł polski         | Tytuł angielski                 |
| --- | -------------------- | ------------------------------- |
| 01. |                      | Charlie the Pilot               |
| 02. |                      | A Quiet Day in Shoetown         |
| 03. |                      | Injun Trouble                   |
| 04. |                      | You're in the Army Now          |
| 05. |                      | Ghosts in the Windmill          |
| 06. |                      | Racing Uncertainties            |
| 07. |                      | From Russia with Snow           |
| 08. |                      | Sid's Marrow                    |
| 09. |                      | Sgt. Major Loses His Voice      |
| 10. |                      | All at Sea                      |
| 11. |                      | Coconut Crazy                   |
| 12. | Wellington na trawie | Wellington On Ice               |
| 13. | Szeryf na służbie    | Marshall's Round Up             |
| 14. | Przedstawienie trwa  | The Show Must Go On             |
| 15. | Pszczeli problem     | Beehive Yourself                |
| 16. | Piłka w grze         | Back in the Old Ball Game       |
| 17. | Niania Wellington    | Wellington the Babysitter       |
| 18. | Zmartwienie majora   | Sergeant Major's Spot of Bother |
| 19. | Fioleciaki           | The Purple Ploople              |
| 20. | Niedzielne lody      | Ice Cream Sundae                |
| 21. | Piknik               | Marshall's Bar-B-Q              |
| 22. | Wolny dzień doktora  | Dr. Merryweather's Day Off      |
| 23. | Trzęsienie ziemi     | Rock 'n' Rollered               |
| 24. | Grunt to kondycja    | Fools for Fitness               |
| 25. | Buty w kosmosie      | Shoes in Space                  |
| 26. | Kotwica w górę       | Anchors Aweigh                  |